# Якимович, Иван Сидорович
Иван Сидорович Якимович — советский военный деятель, генерал-лейтенант.

## Биография
Родился 28 августа 1922 году в селе Немиренцы. Член КПСС.
С 1939 года — на военной службе, общественной и политической работе.
Участник Великой Отечественной войны: командир стрелкового батальона 1134-го сп 338-й сд 49-й армии Западного фронта, заместитель командира по строевой части 491-го сп 159-й сд 5-й армии
После войны — на командных должностях в Советской Армии.
В 1961—1967 гг. — командир 32-й гвардейской стрелковой Таманской Краснознамённой ордена Суворова второй степени дивизии.
В 1972—1975 гг. — командир 15-й общевойсковой армии.
Делегат XXV съезда КПСС.
Умер 11 марта 1993 году.